# Yaiza Castilla Herrera
Yaiza Castilla Herrera (San Sebastián de La Gomera, 5 de julio de 1984) Fue senadora por La Gomera desde el 13 de enero de 2016 hasta el 16 de julio de 2019 en la XI y XII legislatura. Desde el 17 de julio de 2019 hasta octubre de 2023 fue consejera de Turismo, Industria y Comercio del Gobierno de Canarias.

## Biografía
Nació en San Sebastián de La Gomera en 1984. Se licenció en Derecho en la Universidad de La Laguna y realizó un postgrado de máster en Derecho Urbanístico. Trabajó como abogada autónoma durante tres años y luego se incorporó al departamento de derecho laboral de J&A Garrigues, en el que estuvo cinco años. También trabajó en la Gerencia Municipal de Urbanismo del Ayuntamiento de Santa Cruz de Tenerife.

### Carrera política
En 2015 se presentó como candidata al Senado de Agrupación Socialista Gomera en las elecciones generales, logrando un escaño que revalidó en las elecciones generales de 2016.
En el Senado, fue portavoz de la comisión de la Igualdad y está integrada en el Grupo Mixto.